# ماوردیه بصریه
ماوردیهٔ بصریه (زادهٔ دههٔ ۹۹۰م – درگذشتهٔ ۱۸ ژوئیه ۱۰۷۴م) بانوی صوفی زُهدگرای عراقی در سدهٔ پنجم هجری/یازدهم میلادی بود که به روزه‌داری‌های دراز و عبادت بسیار شهرت داشت. زنان نزد او گرد می‌آمدند و او به آموزگاری و موعظه می‌پرداخت. در نزدیک هشتادسالگی درگذشت و در تشییع جنازهٔ او بیشتر اهالی بصره گردآمدند و بیرون از شهر در آرمگاه صالحان دفن شد.